# Parque Nacional Yangmingshan
O Parque Nacional Yangmingshan é um parque nacional taiwanês, localizado no norte da ilha.

## História
Durante o período de ocupação japonesa do país, houve uma proposta para a criação de um parque nacional envolvendo os montes Qixing, Datun e Guanyin, no entanto, a proposta foi colocada em espera devido ao começo da Segunda Guerra Mundial. Em 1963, houve outra proposta para a criação de um parque envolvendo uma área similar à anterior, porém foi cancelada devido à falta de legislação sobre parques nacionais na época. O parque atual foi promulgado oficialmente em setembro de 1985. A sede do parque e a polícia de parques nacionais foram estabelecidas na região em 16 de setembro de 1985 e 13 de março de 1986, respectivamente.

## Geografia
O parque está situado no norte de Taiwan, na extremidade boreal da bacia de Taipei. Ao norte do parque localizam-se o monte Zhuzi e o cânion de Tudigong, a sul o monte Shamao, a leste os montes Huangzui e Wuzhi e a oeste os montes Honglu e Xiangtian. O parque cobre uma área de 113,38 quilômetros quadrados, e varia entre elevações de 200 a 1.120 metros de altitude. O parque contém o maior vulcão dormente do país, o monte Qixing, que tem um pico de 1.120 metros de altitude, sendo assim o ponto mais alto do parque. A maior parte da região é formada por rochas de andesito.
A distribuição da flora local é influenciada pelo terreno vulcânico e as monções do nordeste. É possível encontrar espécies como Schoenoplectiella mucronata, Eleocharis parvula e Eleocharis dulcis em áreas aquáticas do parque, como pântanos e lagoas. Pseudosasa japonica e Miscanthus sinensis podem ser encontradas em pradarias, a altitudes de 600 metros ou mais. A vegetação de floresta é dominada por plantas da família Lauraceae. Adinandra lasiostyla e Prunus avium também são espécies comuns. A vegetação do parque muda constantemente de acordo com as estações.
O terreno diverso e a vegetação abundante coincidem com uma abundância de fauna no local. Mamíferos de tamanho médio, como o Callosciurus erythraeus, lebre-chinesa, Melogale moschata e macaco de Taiwan são encontrados em larga quantidade. Muitas das espécies locais são endémicas ao país. Existem no parque 122 espécies de aves e mais de 165 espécies de borboletas. O local serve de abrigo para uma multitude de cobras venenosas.